# François Châtelet
François Châtelet (Parigi, 27 aprile 1925 – Garches, 26 dicembre 1985) è stato un filosofo francese.
È stato uno storico della filosofia, filosofo della storia e filosofo politico. Sua moglie fu la filosofa Noëlle Châtelet, sorella di Lionel Jospin.

## Biografia
Studente del liceo Faidherbe di Lilla, ottiene l'agrégation in filosofia nel 1948 e un dottorato alla Sorbona nel 1961. Si interessò di politica prima avvicinandosi a gruppi trotskisti e poi, a partire dal 1945, partecipando agli ideali rivoluzionari e radicali di quegli anni; nel 1955 si iscrisse infine al Partito Comunista Francese, sebbene fosse lontano dalla linea ždanovista allora dominante.
Insieme a Michel Foucault e Gilles Deleuze, Châtelet fu tra i primi animatori, a Parigi, del Dipartimento di Filosofia dell'Università di Vincennes a Saint-Denis, nonché cofondatore del Collège international de philosophie. Egli fu anche professore all'Università di San Paolo nel 1971 e maître de conférences all'École polytechnique, dove tenne un seminario di filosofia.
La sua concezione della filosofia fa di lui uno storico della filosofia più che un filosofo in senso stretto: Châtelet fu innanzitutto un grande professore. In Une histoire de la raison, egli mostra il ruolo svolto dalla filosofia nella costituzione della razionalità occidentale moderna.

## Opere
- Périclès et son siècle, Complexes, 1960.
- La Naissance de l'histoire: la formation de la pensée historienne en Grèce, Minuit, 1961.
- Logos et praxis: recherches sur la signification théorique du marxisme, Paris, SEDES, 1962.
- Platon, Gallimard, 1965
- Hegel, Le Seuil, 1968.
- La philosophie des professeurs, Grasset, 1970.
- Histoire de la philosophie. Idées. Doctrines, opera collettiva in 8 vol., 1972-1973.
- La Révolution sans modèle, Mouton, 1974.
- Les marxistes et la politique, Thémis, 1975.
- Profil d'une œuvre: « Le Capital » (livre 2), Hatier, 1976.
- Les Années de démolition, Hallier, 1976
- Chronique des idées perdues, Stock, 1977
- Histoire des idéologies, opera collettiva in 3 vol., Hachette, 1978.
- Questions, objections, Denoël-Gonthier, 1979
- Présentation et commentaire du "Manifeste du Parti communiste" de K. Marx e F. Engels, EMP, Paris 1981.
- Les conceptions politiques du XX siècle, PUF, 1982.
- Histoire des conceptions politiques, PUF, 1982
- Dictionnaire des œuvres politiques, PUF, 1986
- Une histoire de la raison, Le Seuil, 1992
- La Philosophie au XX siècle, in quattro volumi.

## Traduzioni in lingua italiana
- La nascita della storia. Formazione del pensiero storico in Grecia, Dedalo, Bari 1974.
- Hegel, trad. di E. Rossetto, S.E.I., Torino 1974.
- Platone, trad. di G. Cafiero, Cappelli, Bologna 1982.
- Storia della filosofia, (a cura di François Châtelet), Rizzoli, Milano 1975-1976.
- Il capitale di Karl Marx. Libro 1, trad. di M. G. Meriggi, Rizzoli, Milano 1977.
- Storia delle ideologie (a cura di François Châtelet e Gerard Mairet), Rizzoli, Milano 1978.